# Roman Polański
Rajmund Roman Thierry Polański, detto Roman (Parigi, 18 agosto 1933), è un regista, sceneggiatore, attore e produttore cinematografico polacco naturalizzato francese.

## Biografia

### Origini e formazione
Roman Polański nasce il 18 agosto 1933 a Parigi, in Francia, figlio di Ryszard Liebling (1903-1984), uno scultore e pittore polacco di origine ebraica, e di Bula Katz-Przedborska (1900-1943), casalinga russa nata da famiglia anche lei ebraica ma convertitasi al cattolicesimo quando lei aveva solo 10 anni. Ciò nonostante, entrambi i genitori si dichiaravano agnostici.
Nel 1936, a causa del crescente antisemitismo pericolosamente diffusosi in Francia, i Polański si trasferirono in Polonia, a Cracovia, città d'origine del padre. In seguito all'invasione nazista della Polonia, Roman e la sua famiglia vennero rinchiusi nel ghetto della città, dal quale egli, tuttavia, riuscì a fuggire. La madre venne deportata nel campo di sterminio di Auschwitz, dove morì, mentre il padre riuscì invece a sopravvivere al campo di concentramento di Mauthausen.
Prima di essere deportato, Ryszard organizzò il salvataggio di Roman, il quale, nella propria autobiografia, sostiene sarebbe avvenuto mediante il versamento di una consistente somma di denaro ad una famiglia cattolica che avrebbe dovuto tenerlo nascosto. Questa, in seguito, lo “cedette” ad una famiglia di contadini cattolici presso i quali Roman rimase fino alla liberazione della Polonia ad opera dell'Armata Rossa. Per questo motivo il futuro regista dichiarò di essere stato cattolico tra i 10 e i 15 anni di età, abbandonando successivamente ogni fede e dichiarandosi ateo.

### Le prime opere in Polonia
Al termine della guerra, Polański studiò recitazione, teatro e regia presso la Scuola di Cinema di Łódź, dove si diplomò nel 1959. La sua prima esperienza nel mondo del cinema fu la sua interpretazione nel film Generazione di Andrzej Wajda nel 1955. In questo periodo lavorò molto come attore per la radio e in alcuni film, tra i quali Lotna, Mago innocente e Samson.
Come regista debuttò nel 1955 con Rower, un cortometraggio semi-autobiografico di cui era anche protagonista: il film narra la storia di un appassionato di ciclismo che segue un presunto venditore di biciclette in un luogo isolato, per essere da questi malmenato e derubato. L'episodio avvenne realmente con lo stesso Polański come vittima, ma con un finale differente: il criminale infatti venne arrestato dalla polizia dopo avere lasciato Polański col cranio fratturato, quindi fu giustiziato per tre precedenti omicidi. Diversi cortometraggi fatti durante gli studi attirarono su di lui l'attenzione. Sempre nel 1959, sposa l'attrice Barbara Lass, dalla quale divorzierà nel 1962.
Dopo il progetto mai realizzato di un documentario sui cimiteri polacchi, il suo primo lungometraggio in veste di regista è del 1962: Il coltello nell'acqua, il primo film polacco di un certo livello a non avere per tema la guerra. Questo film contiene già molte delle tematiche oscure e claustrofobiche che avrebbero segnato la carriera successiva del giovane regista, oltre a un profondo pessimismo nei confronti delle relazioni umane, e una riflessione sull'invidia dello stato sociale e sulla gelosia. Nonostante non fosse stato apprezzato dalla Polonia comunista a causa dell'assenza di redenzione sociale, il film godette di un ampio successo commerciale e di critica nei cinema occidentali, sino ad ottenere la candidatura al premio Oscar al miglior film straniero, la prima nella carriera di Polański.

### I soggiorni in Francia, Gran Bretagna e le collaborazioni con Gérard Brach
Polański aveva già realizzato in Francia un paio di cortometraggi nel 1961, ma fu soltanto nel 1963 che decise di lasciare definitivamente la Polonia comunista ed emigrarvi. Qui contribuì con un segmento (Il fiume di diamanti) al film collettivo Le più belle truffe del mondo, scontrandosi comunque con la scarsa volontà dell'industria cinematografica francese di supportare un regista straniero (seppur nato sul suolo francese). Presto emigrò dunque in Gran Bretagna dove iniziò la sua fruttuosa collaborazione con lo sceneggiatore francese Gérard Brach con tre film: Repulsione (1965), Cul-de-sac (1966) e Per favore, non mordermi sul collo! (1967).
Repulsione è un horror psicologico con protagoniste Catherine Deneuve e Yvonne Furneaux, chiaramente influenzato dal cinema surrealista di Luis Buñuel e Jean Cocteau e dagli horror anni cinquanta di Henri-Georges Clouzot e Alfred Hitchcock (Psyco in particolare). Cul-de-sac è una tragicommedia nichilista il cui tono generale è molto debitore al teatro di Samuel Beckett (Aspettando Godot) e Harold Pinter (il compleanno).
Per favore non mordermi sul collo è una parodia dei film di vampiri della Hammer Film Productions. In questo film il ruolo di coprotagonista è affidato a Sharon Tate, conosciuta nel luglio del 1966 e che nel 1968 sarebbe diventata la sua seconda moglie.

### Il soggiorno negli USA e l'eccidio di Cielo Drive
Nel 1968 si trasferì negli Stati Uniti, dove girò uno dei suoi film più noti: Rosemary's Baby, basato sull'omonimo romanzo di Ira Levin e con protagonisti Mia Farrow e John Cassavetes. Un film a metà strada tra il thriller e l'horror, racconta la storia di Rosemary, giovane e innocente donna, il cui marito concede che sia ingravidata dal diavolo in cambio di una carriera di successo. L'adattamento del romanzo per lo schermo valse al regista una seconda candidatura all'Oscar.
Il 1969 fu un anno tragico per la vita del regista: il 23 aprile, pochi giorni prima di compiere 38 anni, perse la vita il compositore Krzysztof Komeda, le cui musiche sono presenti in quasi tutti i film di Polański; il 9 agosto, mentre il regista si trovava a Londra, la setta di Charles Manson fece irruzione nella villa 10050 Cielo Drive, a Los Angeles, dove la moglie Sharon Tate, all'ottavo mese di gravidanza, stava passando una serata con alcuni amici. Furono brutalmente uccisi lei, Wojciech Frykowski, Abigail Folger, Jay Sebring e Steven Parent.
Questa vicenda lo sconvolse, creandogli sensi di colpa e rallentando la sua produzione. Il suo primo lavoro dopo l'accaduto fu Macbeth (1971), un cupo e violento adattamento dell'omonima tragedia di Shakespeare, con protagonista Jon Finch. Filmato nel parco nazionale di Snowdonia, nel Galles, il film ebbe grossi problemi di budget e molti critici furono turbati dalla messa in scena disturbante dell'opera.
Il film successivo, Che?, lo vide collaborare nuovamente con Gérard Brach e venne girato ad Amalfi nella villa di Carlo Ponti, con protagonisti Marcello Mastroianni e Sydne Rome. Si tratta di un adattamento molto libero de Le avventure di Alice nel Paese delle Meraviglie di Lewis Carroll, una commedia dell'assurdo che deve molto al cinema di Roger Vadim. Al 1974 risale un suo altro grande successo, Chinatown, pellicola che ottenne undici candidature all'Oscar e sembrò avviarlo verso una promettente carriera a Hollywood. Il film è una detective story con atmosfere fumose nello stile di Raymond Chandler, magistralmente interpretato da Jack Nicholson e Faye Dunaway (entrambi candidati all'Oscar).

### Il ritorno in Europa
Il successo di Chinatown sembrava avere lanciato il regista verso una brillante carriera hollywoodiana, ma Polański preferì tornare in Francia per girare L'inquilino del terzo piano (1976), di cui è anche protagonista, e chiudere così la cosiddetta Trilogia dell'appartamento, iniziata 11 anni prima con Repulsione e proseguita con Rosemary's Baby.
A seguire girò Tess (1979), tratto dal romanzo Tess dei d'Urberville che la moglie Sharon Tate lasciò sul suo comodino poco prima di morire, annotando sulla terza di copertina che sarebbe potuto essere un buon film. Instaurò in questo periodo una relazione con la giovane protagonista della pellicola, Nastassja Kinski. Nonostante la dispendiosa produzione e la lunga durata, Tess si rivelò un buon successo di critica e pubblico, e Polański si aggiudicò il Premio César per Miglior Film e Miglior Regia, oltre alle candidature all'Oscar al miglior regista e al miglior film (rispettivamente la seconda e la quarta nella carriera di Polański). Nei successivi sette anni, Polański realizzò il flop Pirati (1986), con Walter Matthau, un omaggio ai film di cappa e spada con Errol Flynn, mito della sua infanzia. Dopo Pirati fu la volta di Frantic (1988), un angosciante thriller parigino con protagonista Harrison Ford e l'attrice e modella Emmanuelle Seigner, che sarebbe poi diventata la nuova moglie di Polański e che recitò in diverse sue pellicole successive. Dal loro matrimonio nacquero due figli, nel 1993 e nel 1998.
È infatti Emmanuelle Seigner la protagonista del thriller erotico Luna di fiele (1992), un film ambientato su una barca (in questo caso una nave da crociera), che indaga i rapporti di coppia, come già succedeva in Il coltello nell'acqua. In questo periodo è da segnalare anche la sua interpretazione del commissario di polizia nel film Una pura formalità (1994) di Giuseppe Tornatore, in cui divise la scena con Gérard Depardieu e Sergio Rubini. Nello stesso anno, ma stavolta solo come regista, firmò un'altra opera gestita solo da un pugno di attori, ovvero La morte e la fanciulla con Sigourney Weaver e Ben Kingsley, che narra del complesso rapporto fra un aguzzino di un non meglio identificato regime militare sudamericano e la sua vittima. Nel 1996 curò la regia del videoclip de Gli angeli di Vasco Rossi. Nel 1997 ritornò a occuparsi di teatro, dirigendo a Vienna Tanz der Vampire, adattamento sul palcoscenico del suo Per favore, non mordermi sul collo!, replicandolo poi con successo a Stoccarda, Amburgo e Berlino. Nel 1999 lavorò con un'altra stella hollywoodiana, ovvero Johnny Depp nel film La nona porta.

### I successi degli anni 2000
Il culmine della sua carriera si è avuto con il film Il pianista, con il quale il regista ha ottenuto la Palma d'oro al Festival di Cannes nel 2002 e l'Oscar nel 2003. Il film è basato sull'autobiografia del pianista ebreo/polacco Władysław Szpilman, che ha diversi punti in comune con la storia personale di Polański: anche lui infatti sopravvisse a un ghetto polacco e ai campi di concentramento dove la sua famiglia perse la vita. Nella parte di Władysław Szpilman spicca Adrien Brody. Non potendo il regista andare a Los Angeles a ritirare il premio Oscar di persona a causa del mandato di cattura ancora pendente sulla sua testa, la statuetta venne consegnata durante la cerimonia a Harrison Ford, il quale aveva recitato per Polański in Frantic.

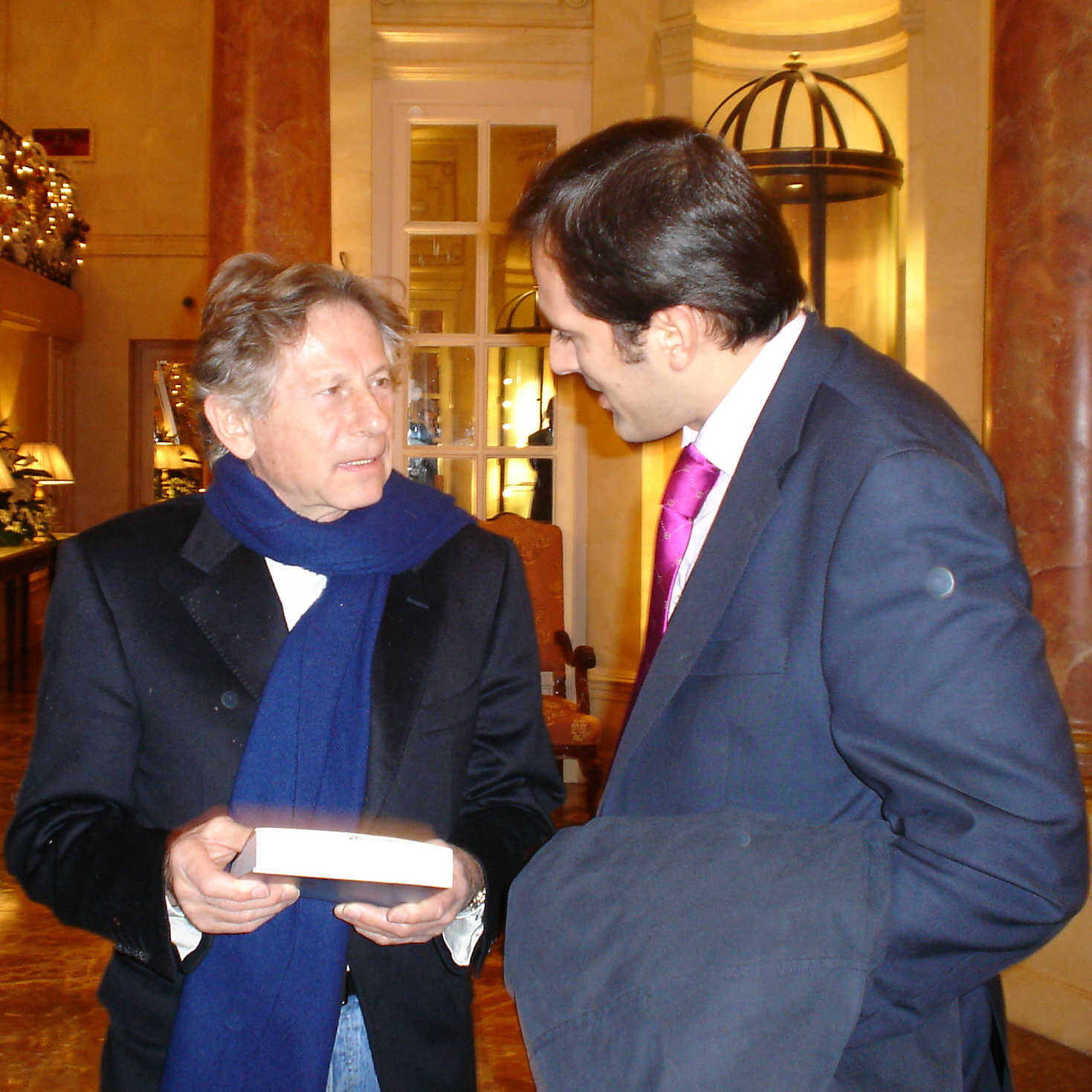
Polański e lo scrittore spagnolo Diego Moldes a Madrid nel 2005

Nel 2005 ha girato un nuovo adattamento di Oliver Twist, il famoso romanzo di Charles Dickens. Nel 2009 viene arrestato in Svizzera mentre si recava al Zurigo Film Festival per ritirare un premio. Polański terminerà dal carcere l'adattamento cinematografico de Il ghostwriter di Robert Harris, con protagonisti Ewan McGregor e Pierce Brosnan.
Nel 2011 ha diretto il film Carnage, presentato al 68º Festival del cinema di Venezia. Nel 2013 dirige Venere in pelliccia (adattamento dell'omonimo testo teatrale del drammaturgo statunitense David Ives, ispirato a sua volta all'omonimo romanzo dello scrittore austriaco Leopold von Sacher-Masoch), che partecipa al Festival di Cannes. Nel 2017 gira Quello che non so di lei.
Il 3 marzo 2018, in seguito alle accuse di violenza sessuale, Polański è escluso dall'Accademia degli Oscar e il 25 agosto 2020 la corte di Los Angeles respinge il ricorso presentato da Roman Polański contro la sua espulsione.

### Carriera dopo il "movimento #MeToo"
Nel 2019, alla 76º Festival del cinema di Venezia, è in concorso il suo film sull'affare Dreyfus, L'ufficiale e la spia. La presidente della giuria, Lucrecia Martel, contesta la presenza del film dicendo: "Non separo l'uomo dall'opera". Dopo quest'accusa i produttori hanno minacciato di ritirare l'opera dal concorso. Polański, interrogato al proposito, risponde: "Perché non reagisco? Perché sarebbe come combattere contro i mulini a vento" e si paragona al protagonista della storia, Alfred Dreyfus, il capitano ebreo dello stato maggiore francese condannato per alto tradimento, accusa poi rivelatasi falsa. Polański è assente alla presentazione del film, probabilmente per evitare una possibile estradizione negli Stati Uniti, visto che figura sempre nella lista rossa (Red Notice) delle persone ricercate dall'Interpol per violenza sessuale contro una minorenne. Polański vuole presentare il suo film alla scuola del cinema di Łódź della quale è stato allievo (in Polonia non rischia di essere estradato, essendo cittadino polacco), ma una petizione firmata da un centinaio di persone domanda che sia annullato l'evento perché «La scuola del cinema, come ogni altro istituto d'educazione, dovrebbe essere un luogo dove i comportamenti sessuali violenti devono essere condannati, poiché Polański è accusato di almeno cinque comportamenti del genere. La più giovane delle vittime aveva dieci anni. ». Per finire Polański rinuncia al viaggio a Łódź.
Nel 2020 il suo film sull'affare Dreyfus è in lizza per 12 categorie del premio César e il presidente dell'Accademia dei César, Alain Terzian, interpellato sul record di nomination per Polański, ha risposto che "non è un'istanza che deve assumere posizioni morali". A pochi giorni dalla cerimonia prevista a Parigi è stato pubblicato su Le Monde un appello firmato da oltre quattrocento attori, registi, autori ed esponenti del cinema che denuncia una "gestione opaca ed elitista" del premio e i suoi vertici si sono dimessi in blocco. La vigilia, dopo la decisione di un gruppo di femministe di manifestare contro le 12 nomination per il suo film sull'affare Dreyfus, Polański annuncia all'Agence France-Presse che non parteciperà alla cerimonia, mentre prima della cerimonia il ministro francese della cultura Franck Riester dichiara: "Premiare L'ufficiale e la spia come migliore film sarebbe comprensibile, meno accettabile invece dare a Polański il premio di miglior regista.".
Per finire, il film ha avuto, tra le proteste, tre César (miglior regia, adattamento, costumi), i primi due dei quali a Polański. Fra le altre, l'attrice Adèle Haenel, candidata come miglior attrice per Ritratto della giovane in fiamme, è uscita rumorosamente dalla sala esclamando: «Vergogna!», mentre Florence Foresti, che pure presentava la cerimonia, non si è presentata sul palco per consegnargli il premio al miglior regista ed è stata sostituita all'ultimo momento da Sandrine Kiberlain. Il giorno dopo, un direttore di casting francese, Olivier Carbone, con un post su Facebook preannuncia alla Haenel "omertà" e una "carriera finita ben meritata".
Il 14 settembre 2020 Polański è entrato "d'ufficio" come "membro storico" tra i 182 membri della nuova assemblea generale dell'Accademia dei César (Académie des arts et techniques du cinéma). Secondo la presidente Margaret Menegoz: "È stato semplicemente applicato l'attuale statuto".
Nel 2021 Polański prepara un lungometraggio in Svizzera, una commedia sui più che ricchi ambientata al Gstaad Palace, un collettivo di cineasti protesta pubblicamente.

## Vicende giudiziarie

### Accuse di molestie sessuali
Nel 1977, Polański venne accusato a Los Angeles di "violenza sessuale con l'ausilio di sostanze stupefacenti" ai danni di una ragazzina di tredici anni e undici mesi, Samantha Geimer, modella, figlia di una conduttrice televisiva; il reato avvenne nella villa di Jack Nicholson. L'accusa comprendeva in tutto sei capi d'imputazione. Il procedimento di accusa si svolse con grande attenzione da parte della pubblica opinione. L'avvocato della ragazzina, al fine di proteggere la sua assistita, propose, in sede di procedimento preliminare, un patteggiamento (plea bargain), in modo che la minorenne non dovesse deporre pubblicamente davanti al tribunale. Il Pubblico Ministero si dichiarò d'accordo, come anche il difensore di Polański, così che l'accusa venne ridotta al solo capo di rapporto sessuale extramatrimoniale con persona minorenne, del quale Polański si dichiarò colpevole. Il giudice riconobbe che non c'era stata alcuna violenza sessuale, ma solo il fatto che Polański avesse approfittato di una minorenne, compiendo un atto sessuale non lecito, ma non uno stupro. A causa dell'età della vittima, fu prescritta ai sensi di legge una perizia psichiatrica del reo, per la quale Polański fu mandato per 90 giorni nella prigione di Stato californiana a Chino.
Dopo 42 giorni Polański venne rilasciato anticipatamente con una valutazione che consigliava una pena detentiva con la condizionale, quindi senza più detenzione. Quando emerse che il giudice non avrebbe seguito la proposta, il regista dagli Stati Uniti fuggì a Londra. Poco dopo si trasferì a Parigi per evitare l'estradizione da parte del Regno Unito. Da allora evita l'ingresso negli Stati Uniti, nonché negli stati dai quali può temere l'estradizione. Dato che dal 1975 possiede la cittadinanza francese, non può essere estradato dalla Francia agli Stati Uniti. La vittima, Samantha Geimer, ha detto di non avere risentimento verso Polański e di volere che il caso sia chiuso definitivamente senza ulteriori condanne per il regista. Il 19 luglio 2022 si riapre il caso, poiché è stata trovata prova che il giudice che lo accusò dell'abuso sessuale contro una minorenne gli avrebbe promesso la libertà in cambio dell’ammissione di parte della colpa da parte sua. Gli avvocati sperano di ottenere una condanna in contumacia da sommare ai giorni già scontati in carcere. Nel 2023 Samantha Geimer pubblica sul suo profilo privato di Instagram una foto in cui lei e Roman Polański posano sorridenti uno accanto all'altra, la foto è poi ripresa dalla moglie di Polański, Emmanuelle Seigner, che la pubblica sul proprio profilo pubblico, col commento «grazie Samantha», precisando che la foto è stata scattata da David Geimer, marito di Samantha, che ha perdonato il regista, che «ha pagato il suo debito alla società».
Dalla condanna Polański vive fuori dagli Stati Uniti per evitare l’arresto, poiché figura nella "lista rossa" (red notice) delle persone ricercate dall'Interpol dal 2005; nel 2009, a seguito dell'arresto e poi del rilascio in Svizzera, l'Interpol attraverso una nota ricordava a tutti gli stati membri dell'organizzazione (Francia, Polonia e Svizzera comprese) che la red notice o avviso di ricerca internazionale è sempre valida e che in quanto membri dell'organizzazione devono adoperarsi per farla rispettare.
L'8 novembre 2019 la francese Valentine Monnier accusa Polański di averla brutalmente violentata nel 1975, quando aveva 18 anni, nel suo chalet di Gstaad; ma dopo 44 anni il reato, che non è mai stato denunciato, è prescritto e la giustizia non può intervenire, come fa notare l'avvocato di Polański, che deplora la pubblicazione dell'accusa alla vigilia della proiezione in Francia del suo ultimo film sull'affare Dreyfus. La società francese degli autori di cinema ha proposto nuove regole per i membri condannati per violenza sessuale e l'uscita del film in Francia è stata contestata e annullata a Parigi e a Rennes in seguito a delle proteste femministe.
In un'intervista al Corriere della Sera, dove si ricorda che nel corso degli anni cinque donne lo hanno accusato di violenza sessuale, Polański dichiara: "A ogni mio film succede qualcosa di simile a quello che è successo nei giorni scorsi. Dichiarazioni e accuse che finiscono per creare una palla di neve che rotola e si ingrandisce sempre più. Ogni volta c'è qualcuno che mi rimprovera qualcosa. Finora non ho parlato, ma sono la sola persona che può farlo e lo farò al più presto.". In un'intervista a Paris Match del 5 dicembre 2019, Polański nega le accuse di Valentine Monnier e accusa i media di volerlo trasformare in un mostro. Emmanuelle Seigner in un'intervista lo difende così: “Mio marito non aveva bisogno di stuprare, c’era la fila di donne che volevano andare a letto con lui”.

### Gli arresti e le condanne
Gli Stati Uniti rifiutarono qualsiasi tipo di accordo. Nel 2008 la regista Marina Zenovich, nel proprio documentario Roman Polanski: Wanted and Desired, parlò di un presunto conflitto di interessi da parte del giudice nei confronti di Polański. Gli avvocati del regista ricorsero quindi contro la sentenza, ma non ottennero né l'archiviazione del procedimento né l'assegnazione del processo a un tribunale fuori da Los Angeles; inoltre, secondo il tribunale, Polański avrebbe dovuto partecipare di persona al processo, cosa che però evitò per scampare al prevedibile arresto.
Il 26 settembre 2009 Polański venne arrestato all'aeroporto di Zurigo-Kloten sulla base di un mandato di cattura internazionale emesso nel 2005 su richiesta delle autorità giudiziarie statunitensi (negli Stati Uniti un mandato di cattura esiste fin dal 1978). Il regista si era recato in Svizzera per ricevere al Zurigo Film Festival un premio alla carriera. Gli Stati Uniti avevano preventivamente fatto formale domanda di estradizione. Il 25 novembre 2009 il Tribunale penale federale di Bellinzona, dopo due mesi di prigione, ha accolto un ricorso di Polański, commutando la pena da detenzione in carcere all'arresto domiciliare elettronicamente controllato e disponendo, come ulteriore misura di garanzia, il ritiro dei documenti d'identità e una cauzione di 4,5 milioni di franchi svizzeri.
In seguito all'arresto si sono registrate numerose reazioni pubbliche da parte di artisti e politici, in particolare in Francia (petizione di "La Règle du jeu", con Isabelle Adjani, Paul Auster, Louis Garrel, Isabelle Huppert, Milan Kundera, Bernard-Henri Lévy, Salman Rushdie, Jean-Pierre Thiollet e Elsa Zylberstein) e in Polonia. Politici come Frédéric Mitterrand (ministro francese della cultura) e Radosław Sikorski (ministro degli esteri polacco) si sono pronunciati in modo negativo a proposito dell'arresto e noti registi come Woody Allen, Pedro Almodóvar e Martin Scorsese hanno firmato una petizione a favore della liberazione di Polański. In reazione a queste, si sono sollevate delle voci – tra le quali quelle del regista Luc Besson, del presidente del Consiglio dei ministri polacco Donald Tusk, del filosofo Michel Onfray, del giornalista Christopher Hitchens e dell'esponente dei Verdi europei Daniel Cohn-Bendit – che hanno sottolineato i princìpi dell'uguaglianza davanti alla legge e dell'indipendenza della giustizia.
Il 12 luglio 2010 le autorità elvetiche, in considerazione di un vizio di forma, hanno negato l'estradizione del regista negli Stati Uniti, revocandogli anche gli arresti domiciliari e il braccialetto elettronico. Ha così commentato la ministra svizzera di Giustizia e Polizia, Eveline Widmer-Schlumpf: «Nemmeno dopo intensi accertamenti è stato possibile escludere con la necessaria certezza la presenza di un vizio nella domanda di estradizione statunitense. Se fosse confermato che Polański ha effettivamente scontato l'intera pena (42 giorni di detenzione, all'epoca dei fatti, in un reparto psichiatrico del carcere di massima sicurezza di Chino) la richiesta di estradizione americana e, di conseguenza, la procedura di estradizione sarebbero prive di fondamento». Nel 2011, recatosi nuovamente al Zurigo Film Festival, Polański ha assistito all'anteprima della proiezione del documentario su di lui, Roman Polanski: A Film Memoir, in cui, tra l'altro, chiede scusa pubblicamente alla Geimer per la prima volta.
Il 30 ottobre 2015 il tribunale di Cracovia ha rifiutato una richiesta di estradizione di Polański da parte degli Stati Uniti dopo che il regista era stato avvistato all'inaugurazione del Museo di Storia degli ebrei polacchi a Varsavia. Il no definitivo della magistratura polacca è arrivato poco dopo l'una mentre l'aereo di Polański stava per decollare in direzione di Parigi. Le autorità polacche avevano chiesto i documenti relativi alla precedente procedura di estradizione in Svizzera. Il tribunale si è limitato a una valutazione procedurale senza verificare se il reato è stato commesso. Il reato di Polański sarebbe comunque caduto in prescrizione secondo i tempi della legge polacca. Il 6 dicembre 2016 la Corte suprema polacca conferma il rifiuto dell'estradizione negli Stati Uniti qualora il regista dovesse entrare in Polonia.
Il 17 dicembre 2021 un'inchiesta di Catherine Balle sul giornale Le Parisien rivela che una testimone oculare conferma l'accusa di stupro contro Polański da parte dell'attrice Charlotte Lewis.
Polański sarà processato per diffamazione il 5 marzo 2023 a Parigi per aver messo in dubbio la veridicità delle accuse di abusi sessuali mosse contro di lui dall'attrice inglese Charlotte Lewis. A stabilirlo è stato il tribunale della capitale francese, secondo quanto scrive l'agenzia di stampa AFP.com. Il 4 dicembre 2024 Charlotte Lewis ha perso il processo.
Nell'aprile del 2023 viene pubblicata una foto di Polański in posa con Samantha Geimer. In tale contesto la donna afferma: «Siamo chiari, quello che è successo con Polanski non è mai stato un grosso problema per me. Non sapevo nemmeno che fosse illegale, che qualcuno potesse essere arrestato per questo. Stavo bene, sto ancora bene, e che questa cosa sia stata trasformata in qualcosa di più grande mi pesa molto. Dover ripetere costantemente che non è stato un grosso problema è un peso terribile».

## Filmografia

### Regista

#### Cinema

##### Lungometraggi
- Il coltello nell'acqua (Nóż w wodzie, 1962)
- La collana di diamanti (La Rivière de Diamants), episodio di Le più belle truffe del mondo (Les plus belles escroqueries du monde, 1964)
- Repulsione (Repulsion, 1965)
- Cul-de-sac (1966)
- Per favore, non mordermi sul collo! (The Fearless Vampire Killers, 1967)
- Rosemary's Baby - Nastro rosso a New York (Rosemary's Baby, 1968)
- Macbeth (The Tragedy of Macbeth, 1971)
- Che? (What?, 1972)
- Chinatown (1974)
- L'inquilino del terzo piano (Le Locataire, 1976)
- Tess (1979)
- Pirati (Pirates, 1986)
- Frantic (1988)
- Luna di fiele (Bitter Moon, 1992)
- La morte e la fanciulla (The Death and the Maiden, 1994)
- La nona porta (The Ninth Gate, 1999)
- Il pianista (The Pianist, 2002)
- Oliver Twist (2005)
- Cinema erotico (Cinéma érotique), episodio di Chacun son cinéma - A ciascuno il suo cinema (Chacun son cinéma, 2007)
- L'uomo nell'ombra (The Ghost Writer, 2010)
- Carnage (2011)
- Venere in pelliccia (La Vénus à la fourrure, 2013)
- Quello che non so di lei (D'après une histoire vraie, 2017)
- L'ufficiale e la spia (J'accuse, 2019)
- The Palace (2023)

##### Cortometraggi
- Rower (1955)
- Uśmiech zębiczny (1957)
- Rozbijemy zabawę... (1957)
- Morderstwo (1957)
- Rompiamo la festa (Rozbijemy Zabawe) (1958)
- Due uomini e un armadio (Dwaj ludzie z szafą) (1958)
- Lampa (1959)
- La caduta degli angeli (Gdy spadają anioły) (1959)
- Le gros et le maigre (1961)
- I mammiferi (Ssaki) (1962)
- A therapy (2012)

#### Videoclip
- Vasco Rossi, Gli angeli (1996)

### Sceneggiatore

#### Lungometraggi
- Il coltello nell'acqua (Nóż w wodzie), regia di Roman Polański (1962)
- Aimez-vous les femmes?, regia di Jean Léon (1964)
- La collana di diamanti (La Rivière de Diamants), episodio di Le più belle truffe del mondo (Les plus belles escroqueries du monde), regia di Gérard Brach (1964)
- Repulsione (Répulsion), regia di Roman Polański (1965)
- Love Story - serie TV, episodio 3x15 (1965)
- Cul-de-sac, regia di Roman Polański (1966)
- Per favore, non mordermi sul collo! (The Fearless Vampire Killers), regia di Roman Polański (1967)
- La ragazza di fronte (La fille d'en face), regia di Jean-Daniel Simon (1968)
- Rosemary's Baby - Nastro rosso a New York (Rosemary's Baby), regia di Roman Polański (1968)
- A Day at the Beach, regia di Simon Hesera (1970)
- La barca sull'erba (Le bateau sur l'herbe), regia di Gérard Brach (1971)
- Macbeth (The Tragedy of Macbeth), regia di Roman Polański (1971)
- Che? (What?), regia di Roman Polański (1972)
- L'inquilino del terzo piano (Le locataire), regia di Roman Polański (1976)
- Tess, regia di Roman Polański (1979)
- Pirati (Pirates), regia di Roman Polański (1986)
- Frantic, regia di Roman Polański (1988)
- Luna di fiele (Bitter Moon), regia di Roman Polański (1992)
- La morte e la fanciulla (Death and the Maiden), regia di Roman Polański (1994)
- La nona porta (The Ninth Gate), regia di Roman Polański (1999)
- L'uomo nell'ombra (The Ghost Writer), regia di Roman Polański (2010)
- Carnage, regia di Roman Polański (2011)
- Venere in pelliccia (La Vénus à la fourrure), regia di Roman Polański (2013)
- Quello che non so di lei (D'après une histoire vraie), regia di Roman Polański (2017)
- L'ufficiale e la spia (J'accuse), regia di Roman Polański (2019)
- The Palace, regia di Roman Polański (2023)

#### Cortometraggi
- Rower, regia di Roman Polański (1955)
- Uśmiech zębiczny, regia di Roman Polański (1957)
- Rozbijemy zabawę..., regia di Roman Polański (1957)
- Morderstwo, regia di Roman Polański (1957)
- Due uomini e un armadio (Dwaj ludzie z szafą), regia di Roman Polański (1958)
- Lampa, regia di Roman Polański (1959)
- La caduta degli angeli (Gdy spadają anioły), regia di Roman Polański (1959)
- Le gros et le maigre, regia di Roman Polański (1961)
- I mammiferi (Ssaki), regia di Roman Polański (1962)

### Attore

#### Lungometraggi
- Jacek, episodio di Trzy opowieści, regia di Konrad Nalecki (1953)
- Generazione (Pokolenie), regia di Andrzej Wajda (1955)
- Trzy starty, regia di Ewa Petelska, Stanislaw Lenartowicz e Czeslaw Petelski (1955)
- Zaczarowany rower, regia di Silik Sternfeld (1955)
- Nikodem Dyzma, regia di Jan Rybkowski (1956)
- I dannati di Varsavia (Kanal), regia di Andrzej Wajda (1957)
- Wraki, regia di Ewa Petelska e Czeslaw Petelski (1957)
- Aspettando la notte (Koniec nocy), regia di Julian Dziedzina, Pawel Komorowski e Walentyna Maruszewska (1957)
- Co rekne zena?, regia di Jaroslav Mach (1958)
- Lotna, regia di Andrzej Wajda (1959)
- Zezowate szczescie, regia di Andrzej Munk (1960)
- Arrivederci domani (Do widzenia, do jutra), regia di Janusz Morgenstern (1960)
- Ingenui perversi (Niewinni czarodzieje), regia di Andrzej Wajda (1960)
- Ostroznie, Yeti!, regia di Andrzej Czekalski (1961)
- Samson, regia di Andrzej Wajda (1961)
- Il coltello nell'acqua (Nóz w wodzie), regia di Roman Polański (1962)
- Repulsione (Répulsion), regia di Roman Polański (1965)
- Per favore, non mordermi sul collo! (The Fearless Vampire Killers), regia di Roman Polański (1967)
- Le incredibili avventure del signor Grand col complesso del miliardo e il pallino della truffa (The Magic Christian), regia di Joseph McGrath (1969)
- Che? (What?), regia di Roman Polański (1972)
- Weekend of a Champion, regia di Frank Simon e Roman Polański (1972)
- Dracula cerca sangue di vergine... e morì di sete!!! (Blood for Dracula), regia di Paul Morrissey (1974)
- Chinatown, regia di Roman Polański (1974)
- L'inquilino del terzo piano (The Tenant), regia di Roman Polański (1976)
- Chassé-croisé, regia di Arielle Dombasle (1982)
- Frantic, regia di Roman Polański (1988)
- En attendant Godot, regia di Walter D. Asmus - film TV (1989)
- KGB ultimo atto (Back in the U.S.S.R.), regia di Deran Sarafian (1992)
- Una pura formalità, regia di Giuseppe Tornatore (1994)
- Il sosia - Che fatica essere se stessi (Grosse fatigue), regia di Michel Blanc (1994)
- Hommage à Alfred Lepetit, regia di Jean Rousselot (2000)
- Zemsta - La vendetta (Zemsta), regia di Andrzej Wajda (2002)
- Rush Hour - Missione Parigi (Rush Hour 3), regia di Brett Ratner (2007)
- Caos calmo, regia di Antonello Grimaldi (2008)
- Roman Polanski: A Film Memoir, regia di Laurent Bouzereau - documentario (2011)
- L'ufficiale e la spia (J'accuse), regia di Roman Polański (2019)
- Hometown - La strada dei ricordi (Polanski, Horowitz. Hometown), regia di Anna Kokoszka e Mateusz Kudła - documentario (2021)

#### Cortometraggi
- Rower, regia di Roman Polański (1955)
- Godzina bez slonca, regia di Pawel Komorowski (1955)
- Due uomini e un armadio (Dwaj ludzie z szafą), regia di Roman Polański (1958)
- Con bravura, regia di Andrzej Munk (1958)
- Lampa, regia di Roman Polański (1959) - non accreditato
- La caduta degli angeli (Gdy spadaja anioly), regia di Roman Polański (1959)
- Le gros et le maigre, regia di Roman Polański (1961)

## Teatro

### Regia
- Lulu, partitura e libretto di Alban Berg. Festival dei Due Mondi di Spoleto (1974)
- Rigoletto, partitura di Giuseppe Verdi, libretto di Francesco Maria Piave. Opera di Stato della Baviera di Monaco (1976)
- Amadeus di Peter Shaffer. Wola Theatre di Varsavia (1981)
- La grande strage dell'impero del sole di Peter Shaffer. Parigi (1987)
- I racconti di Hoffmann, partitura di Jacques Offenbach, libretto di Jules Barbier. Opéra Bastille di Parigi (1992)
- Master Class di Terrence McNally. Théâtre de la Porte Saint-Martin di Parigi (1996)
- Tanz der Vampire, libretto di Michael Kunze, colonna sonora di Jim Steinman. Raimund Theater di Vienna (1997)
- Amadeus di Peter Shaffer. Teatro Comunale di Piacenza, Teatro Manzoni di Milano (1999)
- Hedda Gabler di Henrik Ibsen. Théâtre Marigny di Parigi (2003)
- Tanz der Vampire, libretto di Michael Kunze, colonna sonora di Jim Steinman. Théâtre Mogador di Parigi (2004)
- Il dubbio di John Patrick Shanley. Théâtre Hébertot di Parigi (2006)
- Tanz der Vampire, libretto di Michael Kunze, colonna sonora di Jim Steinman. Theater des Westens di Berlino (2018)

### Attore (parziale)
- La figlia del reggimento di Valentin Kataev. Young Spectator Theater di Varsavia (1948)
- Amadeus di Peter Shaffer, regia di Roman Polański. Wola Theatre di Varsavia (1981)
- La grande strage dell'impero del sole di Peter Shaffer, regia di Roman Polański. Parigi (1987)
- La metamorfosi da Franz Kafka, regia di Steven Berkoff. Théâtre du Gymnase Marie-Bell di Parigi (1988)

## Libri
- Roman Polanski, Bompiani, 1984.

## Riconoscimenti
- Premio Oscar
  - 1969 – Candidatura alla migliore sceneggiatura non originale per Rosemary's Baby - Nastro rosso a New York
  - 1975 – Candidatura al miglior regista per Chinatown
  - 1981 – Candidatura al miglior regista per Tess
  - 2003 – Candidatura al miglior film per Il pianista
  - 2003 – Miglior regista per Il pianista

- Golden Globe
  - 1969 – Candidatura alla migliore sceneggiatura per Rosemary's Baby – Nastro rosso a New York
  - 1975 – Miglior regista per Chinatown
  - 1981 – Miglior film straniero per Tess
  - 1981 – Candidatura al miglior regista per Tess
  - 2003 – Candidatura al miglior film drammatico per Il pianista

- David di Donatello
  - 1969 – Miglior regista straniero per Rosemary's Baby – Nastro rosso a New York
  - 2003 – Miglior film straniero per Il pianista

- European Film Awards
  - 1999 – Miglior contributo europeo al cinema mondiale per La nona porta

- Festival di Berlino
  - 1965 – Premio speciale della giuria
  - 1965 – premio FIPRESCI
  - 1966 – Orso d'oro
  - 2010 – Orso d'argento

- Festival di Cannes
  - 2002 – Palma d'oro

- Mostra del Cinema di Venezia
  - 1962 – Premio FIPRESCI
  - 1993 – Leone d'oro alla carriera
  - 2019 – Gran premio della giuria

- Premio César
  - 1980 – Miglior regista per Tess
  - 2003 – Miglior regista per Il pianista
  - 2011 – Miglior regista per L'uomo nell'ombra
  - 2011 – Migliore adattamento per L'uomo nell'ombra
  - 2012 – Migliore adattamento per Carnage
  - 2014 – Miglior regista per Venere in pelliccia
  - 2020 – Miglior regista per L'ufficiale e la spia
  - 2020 – Migliore adattamento per L'ufficiale e la spia

## Doppiatori italiani
Nelle versioni in italiano delle opere in cui ha recitato, Roman Polański è stato doppiato da: 
- Oreste Lionello in Per favore non mordermi sul collo!
- Gianfranco Bellini in Chinatown
- Leo Gullotta in Una pura formalità
- Pino Ammendola in Rush Hour 3: Missione Parigi

Ha doppiato se stesso nei film Che? e L'inquilino del terzo piano, mentre nel film Caos calmo recita in italiano.